# Karl-Ferdinand Reuss
Karl-Ferdinand Reuss, auch Carl-Ferdinand Reuss, (* 1. Oktober 1907 in Berlin; † 1. Juli 1973 in Gräfelfing) war ein deutscher Rechtsanwalt.

## Familie
Reuss stammte väterlicherseits aus Franken, sein Vater war Ministerialdirektor im Reichsverkehrsministerium. Reuss Mutter Cläre, geborene Partsch, stammte aus Schlesien; ihr Vater war der Begründer der Kieferchirurgie, Carl Partsch.

## Leben
Reuss besuchte die Schule in Berlin-Steglitz und machte dort 1927 sein Abitur. Anschließend studierte er Rechtswissenschaft in Breslau und Berlin. Während des Studiums wurde er Mitglied der Corps Silesia Breslau und Normannia Berlin.
1931 legte der das Referendarexamen und 1936 das Assessorexamen ab. Dazwischen promovierte er 1931 zum Dr. iur.
Im Zweiten Weltkrieg war Reuss zunächst Küstenaufklärungsflieger und dann Oberleutnant im Stab des Wehrwirtschaftsamts.
Von 1947 bis zu seinem Tod war er Rechtsanwalt in München.

## Leistungen
Die besondere Neigung von Reuss galt dem Recht der Luftfahrt. Hier war er Herausgeber des Jahrbuchs für Luft- und Raumfahrt, welches sich zum Standardwerk entwickelte. Außerdem war er Vizepräsident des Deutschen Aero Clubs. Daneben war er Gründungsmitglied des Goethe-Instituts sowie Gründungsjustitiar des Zentralverbands Krankengymnastik.

## Werke
- Die Identität eines Staates nach der Staatsumwälzung, Berlin, 1933
- Luftrecht für Motor- und Segelflieger, Berlin: Klasing, 1934
- Jahrbuch der Luft- und Raumfahrt, ab 1963 jährlich
- Deutsche Luftfahrtgesetzgebung, Mannheim: Südwestdeutsche Verlagsanst., 1970, 5., völlig neu bearb. Aufl.